# Herochroma viridaria
Herochroma viridaria là một loài bướm đêm thuộc họ Geometridae. Loài này có ở Trung Quốc (Phúc Kiến, Hải Nam, Quảng Tây, Tứ Xuyên), Malaysia, miền bắc Thái Lan, miền bắc Việt Nam và Nepal.

## Phân loài
- Herochroma viridaria peperata (Herbulot, 1989)
- Herochroma viridaria viridaria Moore, 1867